# Janina Wieczerska
Janina Wieczerska-Zabłocka, ps. „J.W.”, „J.W.Z.”, „Tadeusz Jurga”, „Tadeusz W. Jurga”, „Paweł” (ur. 15 września 1931 w Zakopanem) – polska pisarka, publicystka, autorka książek dla dzieci i młodzieży.

## Życiorys
Janina Wieczerska pochodzi z rodziny o tradycjach mieszczańskich, mieszkających w Koźminie Wielkopolskim od co najmniej XVIII wieku. Po wojnie ukończyła gimnazjum we Wrocławiu, tam także zdała egzamin maturalny, po którym ukończyła polonistykę na Uniwersytecie Wrocławskim. Już w gimnazjum spotkała Stefana Zabłockiego (1932–2001), za którego później wyszła za mąż.
W 1955 roku debiutowała jako krytyk literacki w „Gazecie Robotniczej”. W latach 1955–1968 w wydawnictwie Ossolineum pracowała jako redaktor, następnie kierownik redakcji literatury współczesnej, następnie została dziennikarką, a później sekretarzem redakcji czasopisma „Odra” (1969–1976). W 1976 roku przeniosła się do Gdańska i pracowała w tygodniku kulturalnym „Czas”. Cyklicznie publikowała komentarze i felietony w prasie gdańskiej (z przerwą od początku stanu wojennego do 1989 roku); od 1989 do 2016 roku w „Dzienniku Bałtyckim”, w latach 1991–1992 współpracowała z „Gazetą Gdańską”; uprawiała także krytykę literacką.
Literacko zadebiutowała w 1957 roku felietonem napisanym pod pseudonimem „Paweł” i opublikowanym w „Słowie Polskim”. Jej debiutancką powieścią była wydana w 1965 roku książka o maturzystach wrocławskich z roku 1950 Zawsze jakieś jutro, w której zawarła momenty wspomnieniowo-biograficzne.
Jej wydana w 1977 roku powieść pt. Nie ma sprawy w 1980 roku została zaadaptowana na film pt. Na własną prośbę w reżyserii Ewy i Czesława Petelskich.
Od 1969 roku była członkiem, w latach 1973–1976 wiceprezesem wrocławskiego oddziału Związku Literatów Polskich, od 1989 roku należała do Stowarzyszenia Pisarzy Polskich.
Ma dwójkę dzieci: Agnieszkę Zabłocką-Kos i Piotra Zabłockiego.

## Publikacje książkowe
- Zawsze jakieś jutro, powieść, 1965
- Wolne obroty, powieść, 1968
- Pusty wieczór: powieść w czterech opowiadaniach, 1973
- Ni to, ni owo, opowiadanie, 1975
- Obrazki z kalendarza, opowiadania, 1975
- Bywa i zła pogoda, opowiadanie, 1976
- Lekcja dzielenia, powieść, 1977
- Nie ma sprawy, powieść, 1977, zaadaptowana na film pt. Na własną prośbę, reż. Ewa i Czesław Petelscy
- Prezydent Janusz Bosak, opowiadanie, 1977
- Firma „Zamiast”, powieść, 1978
- Regał podręczny, felietony, 1980
- Ta stara piła, opowiadanie, 1983
- Plaga osiedla i inne opowiadania, 1987
- Sieroca niedola, opowiadanie, 1987
- Dar Tomka Windziarza, opowiadanie, 1988
- Korzeniacy, czyli Jesień wsamrazków, powieść, 1989
- Dzieci z blokowiska, powieść, 1993
- Poradnik dla leni, czyli Jak robić, żeby zrobić, a się nie narobić, 1995
- Moja babcia, Niemcy i wojna, wspomnienia, 2006

Źródło:.

## Odznaczenia
- Złoty Krzyż Zasługi[5]
- Medal Księcia Mściwoja II za zasługi dla Gdańska, za całokształt twórczości literackiej i krytyczno-literackiej (2002)[6]

## Nagrody i wyróżnienia
- II nagroda w konkursie na powieść o Ziemiach Zachodnich przyznana przez Ossolineum i Oddział Wrocławski ZLP za poweść Wolne obroty (1965)
- Nagroda w konkursie „Praca i Postęp” na powieść współczesną, organizowanym przez CRZZ i Instytut Wydawniczy CRZZ za powieść Nie ma sprawy (1975)
- Harcerska Nagroda Literacka przyznana przez Kwaterę Główną ZHP za powieść Lekcja dzielenia (1977)
- I nagroda w konkursie Spółdzielni Wydawniczej „Czytelnik” na utwór literacki dla dzieci starszych i młodzieży, przyznana za powieść Firma „Zamiast” (1977)
- II nagroda w konkursie otwartym i zamkniętym na utwór prozatorski dla młodzieży w wieku 12–16 lat do serii „Ważne Sprawy Dziewcząt i Chłopców” Młodzieżowej Agencji Wydawniczej, przyznana za opowiadanie Dar Tomka Windziarza (1986)
- tytuł Honorowej Obywatelki Koźmina Wielkopolskiego (2001)[7]
- Nagroda Prezydenta Miasta Gdańska w Dziedzinie Kultury z okazji jubileuszu 25-lecia debiutu felietonowego oraz 70. urodzin (2001)[8]
- Nagroda Prezydenta Miasta Gdańska w Dziedzinie Kultury z okazji jubileuszu 60-lecia debiutu pisarskiego (2017)[8]
- Nagroda Prezydenta Miasta Gdańska w Dziedzinie Kultury z okazji jubileuszu 30-lecia Stowarzyszenia Pisarzy Polskich (2019)[8]